# Riesi rosso
Il  Riesi rosso è un vino a DOC che può essere prodotto nei comuni di Riesi, Butera, Mazzarino, tutti in provincia di Caltanissetta.

## Vitigni con cui è consentito produrlo
- Nero d'Avola e Cabernet Sauvignon insieme o singolarmente minimo 80%,
- altri vitigni a bacca rossa, non aromatici, idonei alla coltivazione per la provincia di Caltanissetta, fino ad un massimo del 20%.

## Tecniche produttive
Il vino Riesi rosso deve essere invecchiato per almeno 4 mesi (a decorrere dal 10 novembre dell'anno della vendemmia)

## Caratteristiche organolettiche
- colore: rosso rubino più o meno intenso con riflessi granata;
- profumo: vinoso, gradevole, fine;
- sapore:

## Produzione
Provincia, stagione, volume in ettolitri